# Argyrophylax fransseni
Argyrophylax fransseni là một loài ruồi trong họ Tachinidae.